# Jaumea
Jaumea es un género de plantas fanerógamas perteneciente a la familia de las asteráceas. Tiene 6 especies

## Taxonomía
El género fue descrito por Christiaan Hendrik Persoon y publicado en Synopsis Plantarum 2: 397. 1807.	La especie tipo es: Jaumea linearis Pers. 

## Especies aceptadas
A continuación se brinda un listado de las especies del género Jaumea aceptadas hasta julio de 2012, ordenadas alfabéticamente. Para cada una se indica el nombre binomial seguido del autor, abreviado según las convenciones y usos.
- Jaumea carnosa (Less.) A.Gray
- Jaumea chevalieri O.Hoffm.
- Jaumea helenae Buscal. & Muschl.
- Jaumea linearifolia (Juss.) DC.
- Jaumea peduncularis (Hook. & Arn.) Benth. & Hook.f. ex Oliv.
- Jaumea rotundifolia Mattf.